# El Gordo Catástrofe
El Gordo Catástrofe es una película cómica argentina, protagonizada por Jorge Porcel, Graciela Alfano , Moría Casán  estrenada el 8 de septiembre de 1977.

## Argumento
Catrasca (Jorge Porcel) es un hombre que trabaja en un restaurant y en sus ratos libres ayuda en un hogar de chicos. Su problema es que carga con una tradición familiar que le hace provocar catástrofes a su paso, una de las cuales lleva a su jefe (Adolfo García Grau) al hospital.
Al salir del nosocomio, Catrasca es atropellado por Graciela (Graciela Alfano), la hija del profesor Galíndez (Osvaldo Terranova). Así es como conoce a este profesor, quien tiene una fórmula que dice que será la salvación de la humanidad, por lo que es objeto de persecuciones de villanos como la Dra. Linda Winters (Moria Casán).

## Reparto
- Jorge Porcel ... Catrasca
- Graciela Alfano ...     Graciela
- Moria Casán ...      Dr.Linda Winters
- Osvaldo Terranova ... Dr. Galindez
- Adolfo García Grau ... Don Carlos
- Beto Gianola ... Igor
- Perla Caron ... Tamara
- Nathán Pinzón
- Juan Carlos Galván
- Jacques Arndt
- Max Berliner
- John O'Connell
- Tony Middleton
- Horacio Nicolai
- Juan Vitali
- Fernando Iglesias (Tacholas)
- María Bufano
- Délfor Medina
- Inés Murray...Anciana
- Jesús Pampín
- Cayetano Biondo... Doctor del Hospital
- Abel Sáenz Buhr
- Alicia Muñiz... Odalisca filmando
- Alberto Olmedo... Cameo